# Wet van Mohr-Coulomb

De theorie

De wet van Mohr-Coulomb of het Mohr-Coulombcriterium is een natuurkundig verband, dat aangeeft onder welke mechanische spanningstoestand een materiaal bros gedrag vertoont oftewel zijn interne cohesie verliest en breekt. In de materiaalkunde, breukleer, grond- en gesteentemechanica wordt de wet gebruikt voor sterkteberekeningen van materialen, gesteenten of de bodem.
De wet is genoemd naar Otto Mohr en Charles-Augustin de Coulomb.

## Weergave in formules

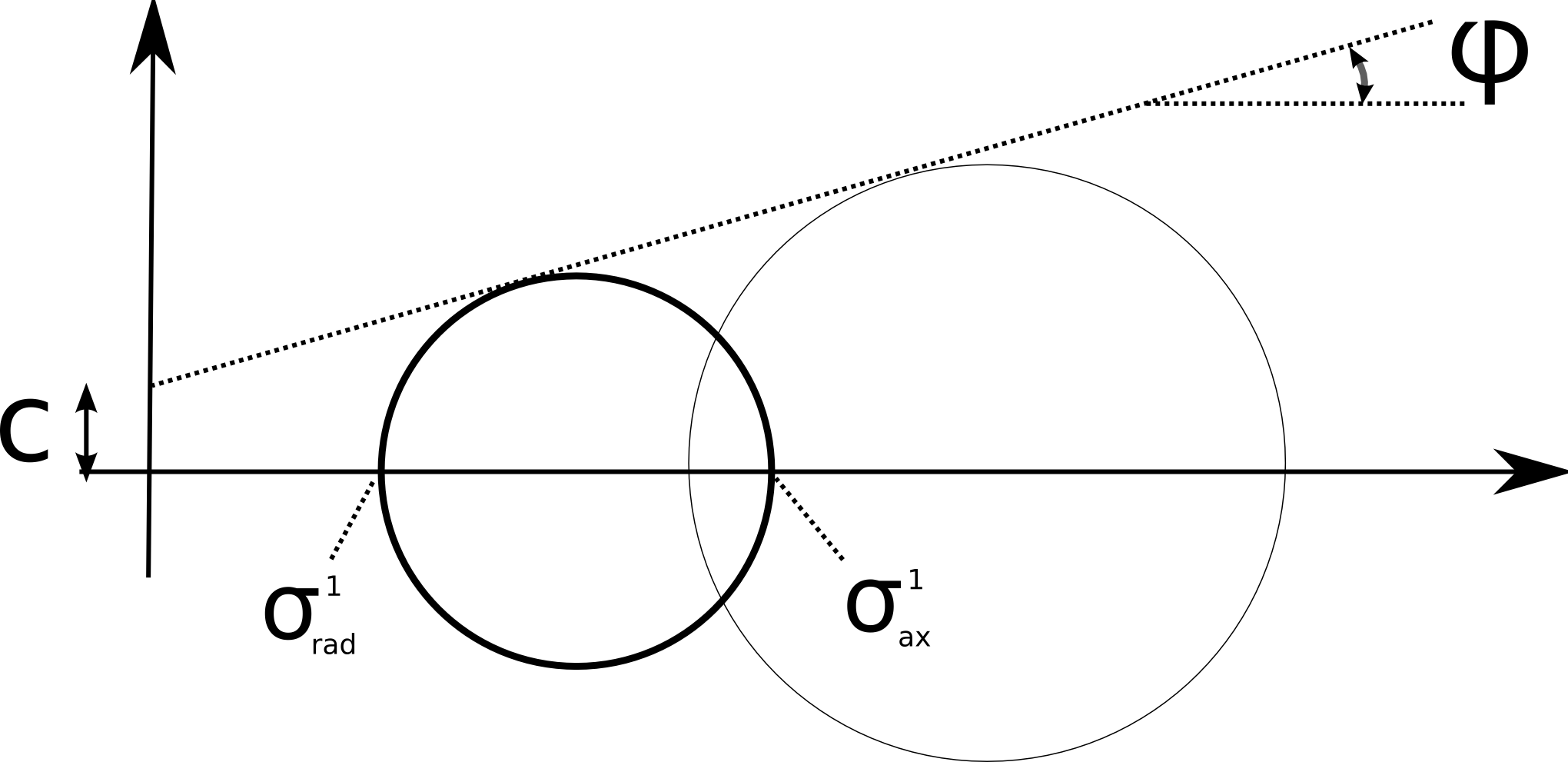
Mohrcirkel en Mohr-Coulombcriterium bij een kritieke schuifspanning. Zodra de lijn van het Mohr-Coulombcriterium de cirkel raakt, breekt het materiaal. Zie ook triaxiaalproef.

De wet van Mohr-Coulomb luidt:
{\displaystyle \tau =S_{0}+\sigma _{n}\tan(\theta )}
Hierin is:
{\displaystyle \tau } de kritische schuifspanning in Pa (= N/m2)
{\displaystyle S_{0}} de cohesie in Pa
{\displaystyle \sigma _{n}} de normaalspanning in Pa
{\displaystyle \theta } de hoek van inwendige wrijving (wrijvingshoek)
De interpretatie is dat wanneer op een bepaald vlak de schuifspanning kleiner is dan de kritieke waarde τ, dat dan de vervormingen begrensd zijn (verwaarloosbaar). Als de schuifspanning op een bepaald vlak de kritieke waarde bereikt, zijn de vervormingen onbegrensd en kan er bezwijking optreden (bijvoorbeeld afschuiving van een dijk).
De tangens van de interne wrijvingshoek ({\displaystyle \tan \theta }) wordt de interne wrijvingscoëfficiënt genoemd en in formules geschreven als {\displaystyle \mu }:
{\displaystyle \mu =\tan \theta }
Als men met gesteenten of bodems werkt, is een belangrijke factor de hydraulische druk of poriëndruk. Dit is de druk in de poriënvloeistof, die volgens de Wet van Pascal in alle richtingen een gelijke spanning geeft. Als de poriën van een materiaal gedeeltelijk met lucht gevuld zijn is er sprake van zuiging, een negatieve hydraulische druk. Als alle poriënruimtes gevuld zijn (de poriën zijn dan "verzadigd") kan de hydraulische druk variëren. Een speciale toestand treedt op wanneer de hydraulische druk groter wordt dan de cohesie van het gesteente, in dat geval zal hydrofractie plaatsvinden: het gesteente breekt.
De hydraulische druk heeft invloed op de cohesie van een gesteente of bodem. Hoe hoger de hydraulische druk, hoe sneller een gesteente breekt. Daarom wordt de wet van Mohr-Coulomb voor een analyse van de spanningstoestand in een gesteente als volgt geschreven:
{\displaystyle \tau =S_{0}+\mu (\sigma _{0}-P_{\text{f}})}
Waarin {\displaystyle P_{\text{f}}} de hydraulische of poriëndruk is (f staat voor het Engelse fluid, dat fluïdum betekent en op alle vloeistoffen in het gesteente slaat).

## Analyse met Mohrcirkels
De spanningstoestand in een materiaal kan worden weergegeven met een cirkel van Mohr in een grafiek waarin de schuifspanning ten opzichte van de normaalspanning wordt uitgezet. De Mohrcirkel heeft als snijpunten met de horizontale (normaalspannings-) as de kleinste en grootste principiële spanningsrichtingen ({\displaystyle \sigma _{1}} en {\displaystyle \sigma _{3}}). Dit zijn de spanningsrichtingen die een maximale schuifspanning veroorzaken ten opzichte van elkaar en daarom de grootste Mohrcirkel geven.
Als de wet van Mohr-Coulomb (zelf een lineair verband van schuifspanning met normaalspanning) in dezelfde grafiek wordt uitgezet kan men in één oogopslag zien of het materiaal breekt. Als de wet van Mohr-Coulomb de Mohrcirkel snijdt, zal het materiaal dankzij de interne spanning breken.